# Kubacska András
Kubacska András (Nyíregyháza, 1871. december 23. – Budapest, 1942. október 15.) természettudományi író, tanár, főgimnáziumi igazgató.

## Életrajza
Kubacska András és Adamovics Rozália fiaként született. Matematika-fizikai és természetrajz-földrajzi tanulmányait a budapesti egyetemen végezte. 1896-tól a bölcsészkar ásványtani tanszékén, 1897–1903-ban Mágócsy-Dietz Sándor növénytani tanszékén volt tanársegéd, majd a budapesti evangélikus főgimnázium tanára lett, 1936-ban ment nyugdíjba. 
Halálát agyvérzés, érelmeszesedés, szívizomelfajulás okozta. 
Felesége Fellner Etelka Magdolna Margit volt. Fia: Tasnádi Kubacska András geológus, paleontológus.

## Munkássága
Növénymorfológiai kérdések és a magyar kertek flórájának kutatása terén végzett munkát. Ismeretterjesztő cikkeket is írt.

## Főbb munkái
- A Xanthium tövise (Matematikai és Természettudományi Értesítő 1902).